# Resolució 709 del Consell de Seguretat de les Nacions Unides
La Resolució 710 del Consell de Seguretat de les Nacions Unides, va ser aprovada sense sotmetre's a votació, el 12 de setembre de 1991, després d'haver examinat la petició d'Estònia per poder ser membre de les Nacions Unides. En aquesta resolució, el Consell de Seguretat de l'ONU va recomanar a l'Assemblea General l'acceptació d'Estònia com a membre.
El mateix dia, el Consell va adoptar idèntiques resolucions la 710 sobre Letònia i la 711 en relació amb Lituània. Els tres estats bàltics van ser repúbliques socialistes soviètiques de la Unió Soviètica des de 1945.
El 17 de setembre de 1991, l'Assemblea General va admetre a Estònia mitjançant la Resolució 46/4